# Et Cetera
„Et Cetera” (jap. エトセトラ Eto Setora) – trzeci singel zespołu ONE OK ROCK, wydany 24 października 2007 roku przez wytwórnię Aer-born. Singel osiągnął 29 pozycję w rankingu Oricon i pozostał na liście przez 4 tygodnie.

## Lista utworów
| Nr | Tytuł                                        | Słowa     | Kompozycja | Czas |
| -- | -------------------------------------------- | --------- | ---------- | ---- |
| 1. | "Et Cetera" (jap. エトセトラ Eto Setora)     | Taka      | Taka/Alex  |      |
| 2. | "Kōkai yaku ni tatazu" (jap. 後悔役に立たず) | Taka/Toru | Taka/Toru  |      |